# Бенидзе, Гурген Александрович
Гурген Александрович Бенидзе (груз. გურგენ ალექსანდრეს ძე ბენიძე; 8 июля 1956) — советский и грузинский футболист, вратарь. Мастер Спорта СССР.

## Биография
В конце 1970-х и в 1980-е годы с перерывами выступал во второй лиге СССР за сухумское «Динамо». С 1974 года был основным вратарем команды.
Знаковым событием в его карьере и общим достижением сухумской команды был 1987 год, когда в 1/16 Кубка СССР было обыграно минское Динамо (футбольный клуб, Минск), но затем в 1/8 был проигрыш будущему обладателю кубка команде Металлист (футбольный клуб) (Харьков), в составе которых играл заслуженный мастер спорта СССР Буряк, Леонид Иосифович.
После выхода грузинских команд из чемпионата СССР в 1990 году некоторое время играл в чемпионате Грузии за «Цхуми» и «Амирани» (Очамчира).
В 1991 году вернулся в сухумское «Динамо», в котором был в тот момент единственным этническим грузином, и сыграл 19 матчей в советской первой лиге. В общей сложности за клуб из Сухуми провёл в первенствах СССР более 10 сезонов и сыграл около 250 матчей.
В 1992 году выступал в первой лиге России за новороссийский «Гекрис», а в сезоне 1992/93 снова играл в Грузии за «Цхуми», после чего завершил профессиональную карьеру.
В 2000-е годы играл в Москве в соревнованиях команд национальных диаспор за команду «Иберия». В 2018 году стал победителем и лучшим вратарём мини-футбольного турнира для ветеранов 60+ в составе команды «Зоркий» (Красногорск).